# Doug Herland
Pour les articles homonymes, voir Herland.
Doug Herland, né le 19 août 1951 à Bend (Oregon) et mort le 26 mars 1991, est un rameur d'aviron américain. 

## Carrière
Doug Herland participe aux Jeux olympiques de 1984 à Los Angeles et remporte la médaille de bronze avec le deux barré américain composé de Robert Espeseth et Kevin Still.